# テューリンゲンの森

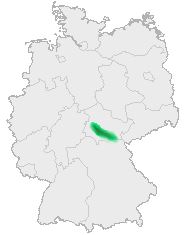
テューリンゲンの森の位置

テューリンゲンの森（テューリンゲンのもり、ドイツ語: Thüringer Wald, テューリンガー・ヴァルト）はドイツ、テューリンゲン州に位置する全長約150km、全幅約35kmにおよぶ森林の豊かな中低山地である。

## 地理
山地としてのテューリンゲンの森は、北西のヴェラ川から南東部のフランケンヴァルトまでを含む。テューリンゲンの森は3つの部分に細分される。本来のテューリンゲンの森は北西部を占めている。これにテューリンゲン・シーファー山地が続き、南部のハーゼル川付近は小テューリンゲンの森（der Kleiner Thüringer Wald）となる。テューリンゲンの森とシーファー山地とのおおよその境界は、イルメナウとアイスフェルトと結ぶ線付近である。
テューリンゲンの森で最も高い山は、ズールの近くに位置するグローセ・ベールベルク（982m）である。この他の主要な山としては、グローセ・インゼルスベルク（916m）やシュネーコプフ（978m）がある。
森林は中央ヨーロッパの典型的な旧北区のトウヒ属の針葉樹林および夏緑林であり、その中に多くの種類のシダ類、顕花植物、菌類、地衣類、紅藻および甲虫類、ナベコウ、ファイアサラマンダーを含む動物が生息している。一帯は1979年に「テューリンゲンの森生物圏保護区」（旧名：フェッセルタル生物圏保護区）としてユネスコの生物圏保護区に指定された。

## 地学
この山地は大部分が火山性の斑岩から成り、その岩はフランケンシュタインと呼ばれる。テューリンゲンの森は、その大部分が、北側のエルベ川やヴェーザー川、南側のマイン川の水系を分ける分水界となっている。テューリンゲンの森の横に伸びた形がヨーロッパの特徴的な風向きの風を遮る形となり、降水量が多い。これが地質学的な要因と結びついて山体の浸食が進み、他の中低山地に比べて起伏が大きいのも特徴の一つである。18世紀の作家は正確な高度の測量ができなかったため、その外観からのみ判断してテューリンゲンの森（特にシュネーコプフ）を、ハルツ山地のブロッケン山についてドイツで二番目に高い山と書いている。

## レジャー

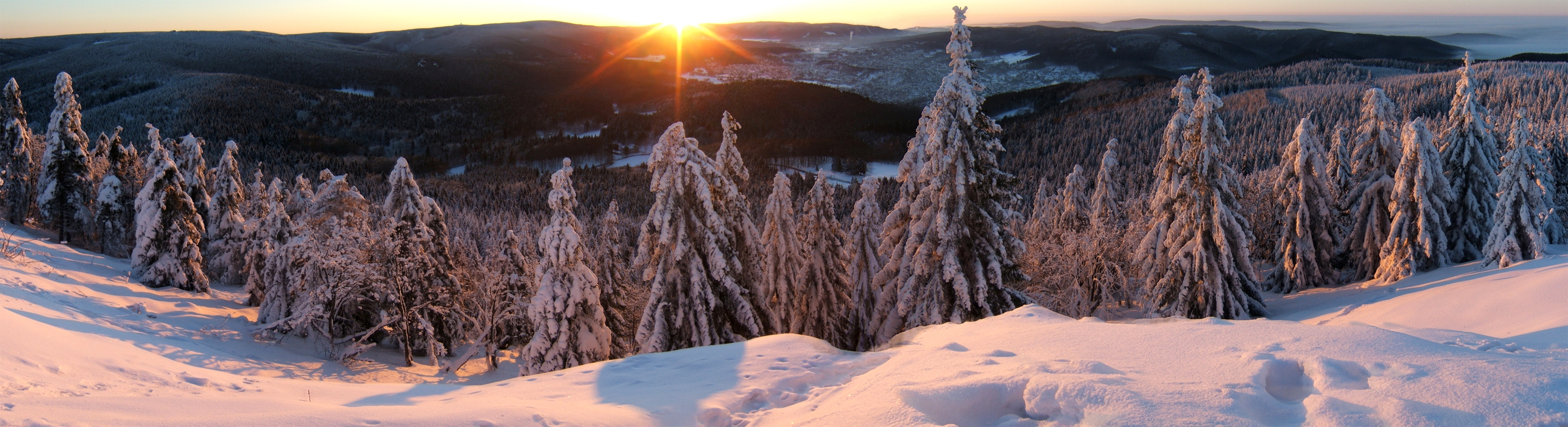
雪のツェラ＝メーリス山の夜明け

テューリンゲンの森の尾根づたいにザーレ川まで、レンシュタイクというハイキングコースが整備されている。このコースは、1973年にはすでに整備されていた、かつては最も長いハイキングコースであった。アイゼナハ近くにはヴァルトブルク城がある。ゴータからタバルツへはテューリンガーヴァルトバーンという鉄道が延びている。オーバーホーフの近くには、国際的にも有名なウィンタースポーツ施設やレンネシュタイクガルテン（庭園）がある。